# Casa de la Generalitat (Tortosa)
La casa de la Generalitat és un edifici de Tortosa (Baix Ebre) protegit com a bé cultural d'interès local.

## Descripció
Fa cantonada amb els carrers dels Canvis i de Jaume Ferran i la rambla de Felip Pedrell. Es tracta d'un edifici de murs de carreus de pedra de Flix en el qual s'adverteixen construccions i adobs de diferents èpoques. La façana principal és la del carrer dels Canvis, amb una portalada d'arc de mig punt adovellat, que ara dona pas als habitatges, i dues d'de llinda pertanyents a un magatzem i una impremta; als pisos s'hi obren balcons.
La façana del carrer de Jaume Ferran és la més complexa, ja que presenta diferents tipus de construcció. L'angle és encoixinat, d'acabat irregular, i la resta és de carreus de pedra. En alguns punts, especialment per reomplir finestres, es veuen carreus col·locats amb posterioritat. A la base hi ha una portalada adovellada de mig punt que quedà truncada a la part superior per una finestra i, a més, ha estat cegada amb carreus de pedra. La distribució de les obertures en aquesta banda es veu alterada.
El mur posterior que mira al riu és fet amb carreus encoixinats fins a la meitat del tercer pis, on hi ha una petita cornisa que dona pas a un sector de mur fet amb totxo i arrebossat, a una alçada que als altres murs hi trobem també carreus.

## Història
Aquest casal fou la seu de la Generalitat a Tortosa, construït entre 1576 i 1578, com un edifici senyorial, ja que fou un dels primers dels palaus que la Generalitat construí fora de Barcelona. Estava situat davant del Pont de les Barques, per poder cobrar els impostos de les mercaderies que baixaven per l'Ebre. En algun habitatge veí s'ubicà també, a l'edat mitjana, la Casa dels Canvis i dels Comuns o Dipòsits de la Ciutat de Tortosa, a la qual pertany la làpida encastada al mur del Palau Oliver de Boteller). Transformada posteriorment en casa de veïns, hi tingué el seu laboratori el Dr. Jaume Ferran, tal com indica una placa commemorativa encastada al mur nord l'any 1952.
El lloc on se situa aquesta construcció era, fins a la darreria del segle xix, l'accés al pont de barques que creuava l'Ebre. De fet, el carrer Jaume Ferran es va anomenar durant molt de temps plaça del Pont de Barques, i després carrer de la Càrcer.

## Galeria d'imatges

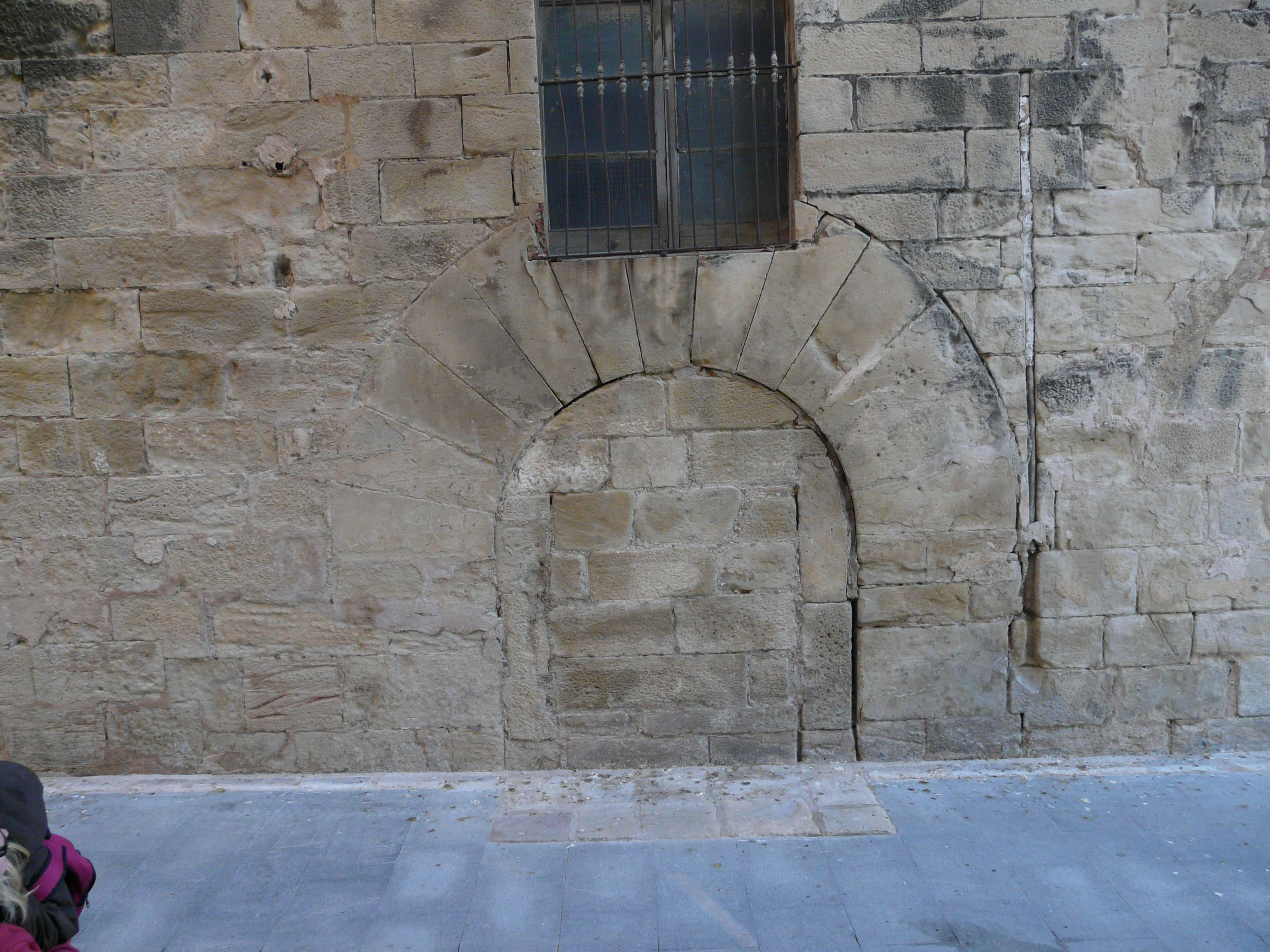
Portal cec del carrer de Jaume Ferran
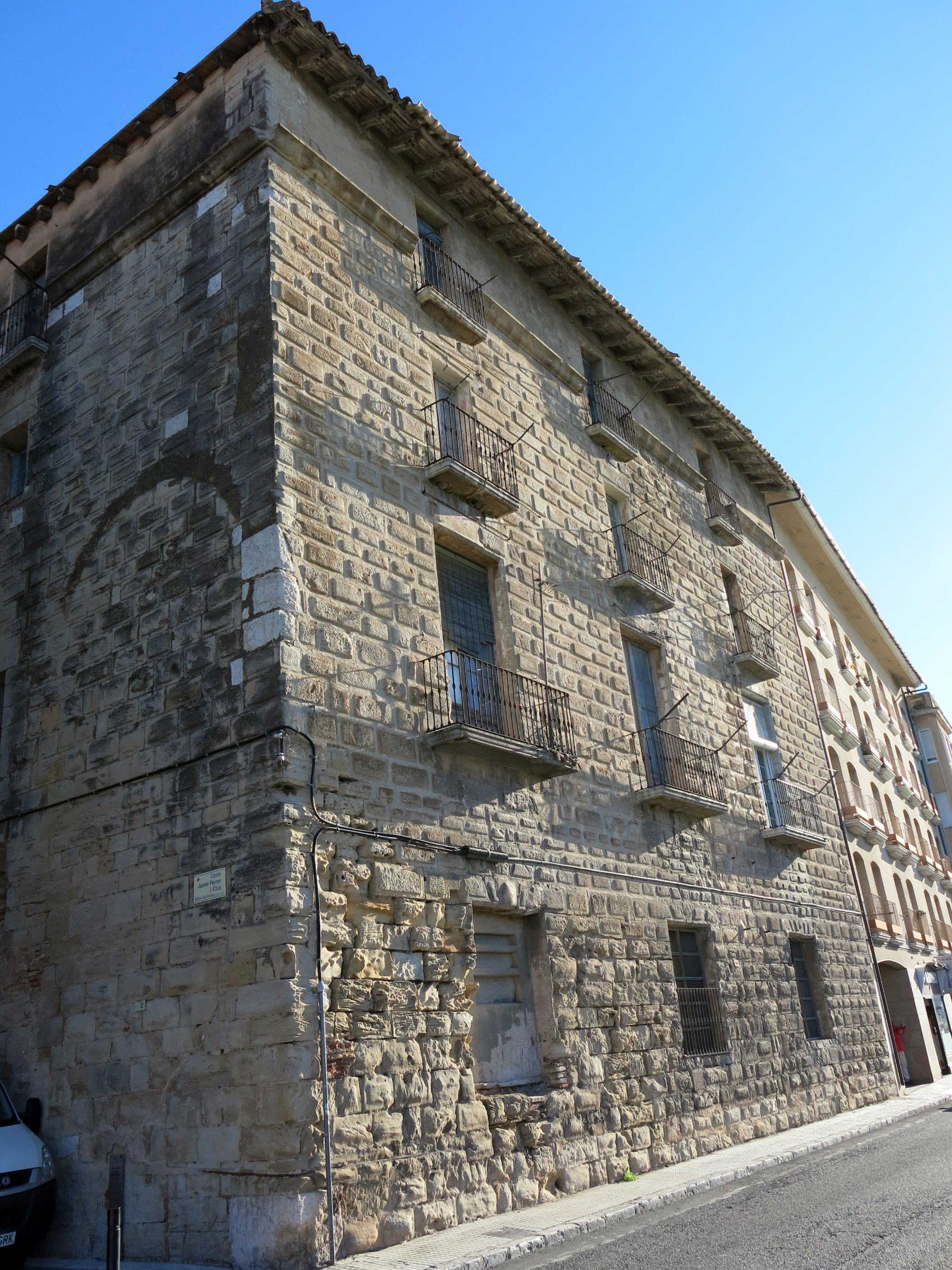
Façana que dona a la rambla de Felip Pedrell i mira al riu